# Ширкунов, Сергей Андреевич
Сергей Андреевич Ширкунов (род. 16 июля 1994, Нижний Новгород, Россия) — российский профессиональный боксёр, боец смешанных единоборств и тренер. Серебряный призёр чемпионата Европы по смешанным единоборствам. Мастер спорта России по ММА, Мастер спорта России международного класса по ММА, кандидат в мастера спорта по боксу.

## Биография
Родился 16 июля 1994 года в Нижнем Новгороде Нижегородской области.
С детства начал заниматься спортом, а в возрасте девяти лет Ширкунов начал заниматься карате и легкой атлетикой. Когда ему исполнилось четырнадцать лет, пошёл на бокс под руководство таких тренеров, как  Борис Петрович Еделькин и Александр Егорович Белоброва в школе МОУ СОШ №101, в которой по совместительству также учился.
После того, как Ширкунов окончил девять классов, молодой человек поступает в Кстовский Нефтяной Техникум в 2011 году и в 2013 году уже выполняет норматив кандидата в Мастера спорта по боксу. Ездил на свои первые соревнования и выигрывал Международные и Всероссийский турниры по классу Б.
В 2014 году поступил на срочную службу в армию воинской части 10544 в населённом  пункте Оленья Губа, где и продолжил свои спортивные выступления. Ширкунов становился призёром кольской флотилии по армейскому рукопашному бою и чемпионом северного флота по боксу.
В 2021 году поехал на Чемпионат Европы, где стал серебряным призёром.

## Спортивные достижения

### Звания
- Кандидат в мастера спорта России по боксу.
- Мастер спорта России по ММА.
- Мастер спорта России международного класса по ММА.

### Чемпионаты
- Чемпионат Европы по смешанным единоборствам (2021)[1].